# 植原繁市
植原 繁市（うえはら しげいち、1908年（明治41年）3月13日 - 1971年（昭和46年）3月20日）は、兵庫県印南郡（現兵庫県加古川市）に在住した詩人。

## 経歴
明治41年、兵庫県印南郡志方町に、父弥平、母いとの六男として生まれる。幼少より体が弱く、西志方尋常高等小学校6年生の際には胃下垂で休学留級し、姫路商業学校でも胃腸疾患のため2年で退学している。1933年（昭和8年）より西志方村役場（後に合併により志方町役場）に就職し、後には収入役をつとめた。
1926年（大正15年）、「文章倶楽部」上で短唱3篇が、生田春月により選ばれ3位入選。以後生田春月、西条八十を範として、八十主宰の『愛誦』に投稿を続け、後には寄稿家に推薦された。地方同人誌への詩、民謡、小曲などの発表や、神戸新聞への童話の投稿などの活動もこの頃である。同郷の盟友として、大塚徹、八木好美、金近敏寛らと生涯親しく交わり、1931年（昭和6年）8月31日『姫路愛誦読書会』を開く、1946年（昭和21年）1月『新涛社』を立ち上げるなど、たびたび活動を共にした。『愛誦』の廃刊後は、横山青娥創刊の詩誌『昭和詩人』に参加し、またその頃叙情詩集『花と流星』を刊行した。
1964年（昭和39年）、体調優れず志方町役場を退職、以後しばらく六甲商会に勤務した。この頃植原枝月と号し、俳人としても俳誌「七曜」や「志方番茶くらぶ」を中心に活躍。加古川市制施行二十周年にあたり「新加古川音頭」を作詞し、1970年（昭和45年）4月レコードを発行した。1971年3月20日、加古川市志方町の自宅にて死去。

## 年譜
- 1908年（明治41年）3月13日：兵庫県印南郡志方町横大路に生まれる。
- 1914年（大正3年）4月：西志方尋常高等小学校入学。6年在学時に胃下垂により留級。
- 1921年（大正10年）4月：高等科入学。
- 1922年（大正11年）4月：姫路商業学校入学。胃腸疾患のため2年で中退。
- 1926年（大正15年）：新潮社「文章倶楽部」において、生田春月の選により3位入選。以後、『愛誦』を中心に活動。
- 1931年（昭和6年）8月31日：大塚徹らとともに『姫路愛誦読書会』を開く。
- 1932年（昭和7年）11月19日：りつ夫人と結婚。
- 1933年（昭和8年）：西志方村役場に勤務。
- 1934年（昭和9年）
  - この頃、『愛誦』廃刊により、活動場所を『昭和詩人』に移す。
  - 7月：神戸詩人協会より、叙情詩集『花と流星』を出版。
- 1946年（昭和21年）1月：大塚徹らとともに「新涛社」立ち上げ。
- 1954年（昭和29年）：町村合併に伴い、志方町役場に収入役として勤務。
- 1964年（昭和39年）
  - 3月：志方町役場を退職。以後しばらく六甲商会に勤務。
  - 5月：長楽寺に詩碑建立。
- 1970年（昭和45年）4月：作詞した「新加古川音頭」のレコード発行。加古川市制施行二十周年記念。
- 1971年（昭和46年）3月20日：死去。

## 作風
- 横山青娥により、「性来の抒情詩人として、小品的な作品に言ひ知れぬ妙味を見せてゐる。哀歓の交錯は縞目を作つて、あやしい魅惑の手を投げかける。その作風は明るく軽快である。そして表現も整つてゐる...』と評され、同郷の大塚徹の作風と正反対だと述べられている（昭和7年（1932年） 1月 『愛誦』）[10]。
- 高橋夏男により、『詩集題名が示すように、わずらわしい現実生活に一線を画して、ロマン的抒情世界を感受性豊かに歌い上げるものであり、その感覚とイメージの新しさは近代叙情詩にあざやかな彩りを加えた』と評された[4][5]。

## 顕彰
- 1963年（昭和38年）7月、雑誌「高砂文学」は詩人植原繁市特集号を発刊[11]。
- 1964年（昭和39年）5月、志方町役場退職を記念して、同町の長楽寺境内に、繁市の昭和4年の小曲「寂しさ」の一節を刻んだ詩碑が建立された[12][8][11]。発起は志方番茶くらぶ、書は久留宮青蔦子による[11]。この詩碑は、2011年9月4日、加古川を襲った台風12号による土砂災害で長楽寺が甚大な被害を受けた際、行方がわからなくなっていたが[13]、11ヶ月を経た2012年8月、土砂の中から再発見され[4]、再設置されたという。
- 1969年（昭和44年）頃、大塚徹、八木好美と三人集を上梓する計画があった[14]。その準備が進んでいたところに、繁市の急逝にあったという[14]。そこでまず繁市の遺稿集を発行する事が当面の目標に変更され、金近敏寛、松本重雄等も尽力し、1972年、志方番茶くらぶより出版した[14][8]。繁市の遺書には、『全ての遺稿を姫路城の石垣の下に埋めてほしい』とあったが、友情がそれをさせなかったという[8]。
- 1970年代後半、同郷加古川の若き詩人高橋夏男に再発見再評価され、評伝が「花と流星の詩人」のタイトルで『姫路文学人会議』に連載された[15]。

## 主な作品
小曲
- 「寂しさ」 - 長楽寺歌碑に刻まれた代表作。1929年（昭和4年）「愛誦」5月号に発表、横山青娥本欄に推薦[16]。「花と流星」の最後に据えられ、また1963年（昭和38年）1月の大塚徹の詩碑建立にあたっても、祝詞に「われいたつきの『寂しさ』を // ひとり杜にきて // しみじみと樹をゆすり // 君に応えき。」と述べるなど、繁市のもっとも愛した作品の１つであったという[17]。

歌謡
- 「新加古川音頭/フォークダンス 新加古川音頭」（補詞：富田砕花、作曲：山本丈晴、演奏：コロムビアオーケストラ / 1970年4月、日本コロムビア、PSD-44）加古川市制二十周年記念

## 著作
詩集（単著）
- 植原繁市『花と流星』神戸詩人協会、1934年。全国書誌番号:44052898。

遺作集
- 植原繁市 著、番茶くらぶ編集部 編『植原繁市遺稿集』植原繁市遺稿集刊行会、1972年。兵庫県立図書館蔵
- 植原繁市 著、高橋夏男 編『植原繁市作品集 [1]』私家版、1991年。兵庫県立図書館蔵
- 植原繁市 著、高橋夏男 編『植原繁市作品集 [2]』私家版、1993年。兵庫県立図書館蔵